# Iwanaga Yūkichi

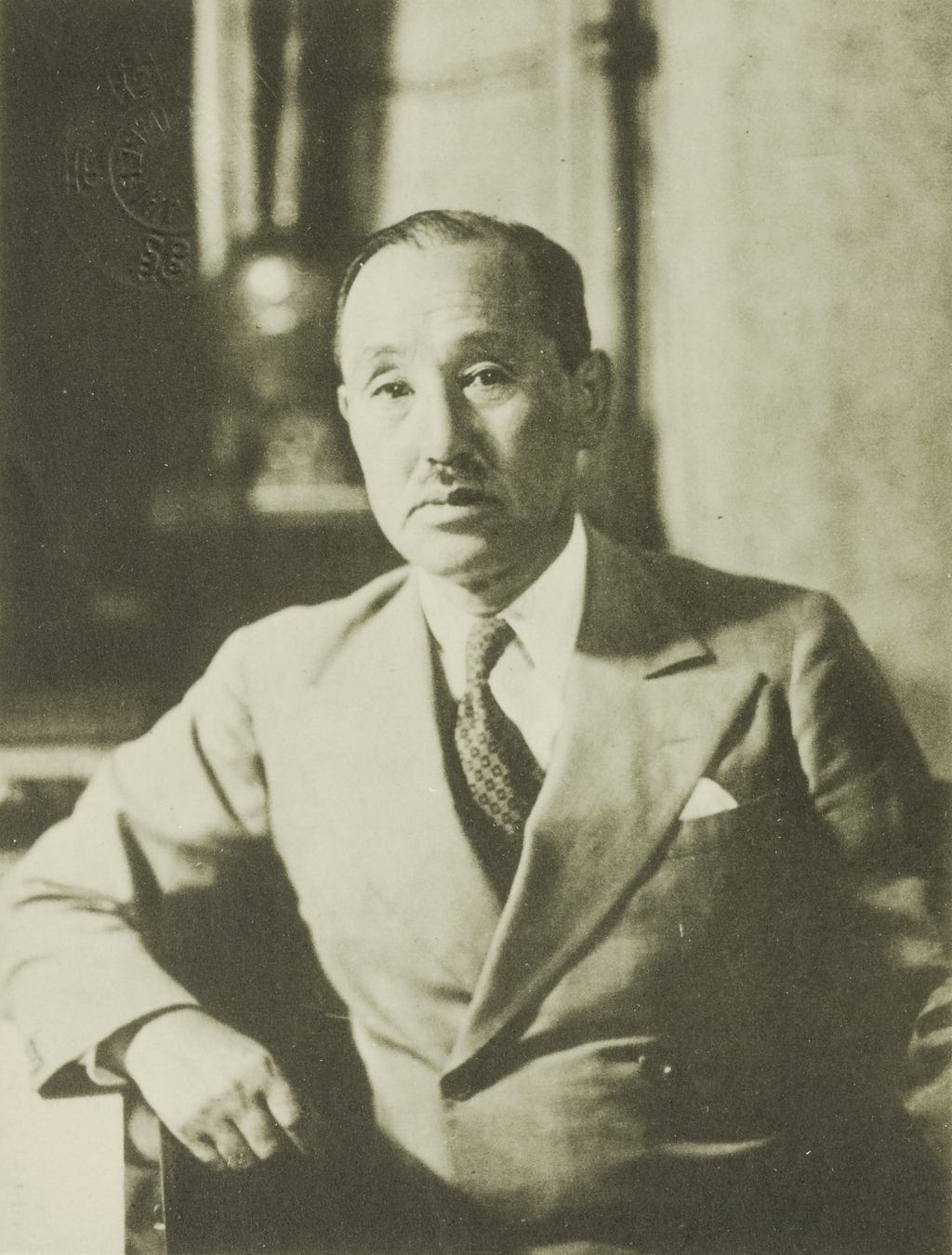
Iwanaga Yūkichi

Iwanaga Yūkichi (japanisch 岩永 裕吉; geboren 13. September 1883 in Tokio; gestorben 2. September 1939 in Karuizawa) war ein japanischer Nachrichtenagentur-Direktor.

## Leben und Wirken
Iwanaga Yūkichi kam 1890 als Adoptivsohn in die Familie Iwanaga. Er begann ein Studium der  Rechtswissenschaften an der Universität Kyōto, das er 1909 abschloss. 1910 bestand er die Aufnahmeprüfung in den höheren Staatsdienst (高等文官試験, Kōtō bunkan shiken). Ein Jahr später trat er in die Südmandschurische Eisenbahn-Gesellschaft, kurz „Mantetsu“ (満鉄), ein. 1917 wurde er Sekretär des Direktors der Mantetsu, Gotō Shimpei.
1918 schied Iwanaga aus dem Staatsdienst aus und reiste in die USA. Nach seiner Rückkehr gründete er 1920 das Nachrichten-Unternehmen „Iwanaga Tsūshin“. 1921 stieg er bei dem Nachrichten-Unternehmen „Kokusai Tsūshin-sha“ (国際通信社) ein, 1923 wurde er Geschäftsführer. Er baute das Unternehmen aus und gründete 1926 die „Japan Newspaper Association“ (日本新聞連合社, Nihon shimbun rengosha) und wurde deren Geschäftsführer. 1936 wurde das Unternehmen mit der „Nippon Dentsu News Agency“ (日本電報通信社, Nippon dempō tsūshin-sha) zur „Japan Alliance News Agency“ (日本電報通信連盟, Nihon dempō tsūshin remmei) fusioniert, wobei er die Präsidentschaft übernahm. Iwanaga war ab Dezember 1938 Mitglied des Oberhauses des Parlaments.